# Llista d'alcaldes de la Roca d'Albera
Els alcaldes del municipi rossellonès de la Roca d'Albera han estat:

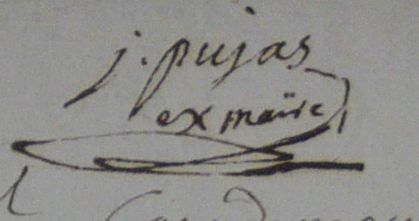
Signatura d'en Joseph Pujas el 1815

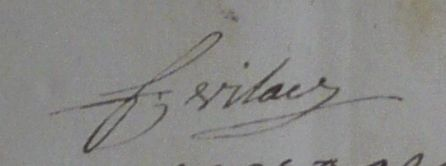
Signatura d'en François Vilar el 1815

| Data inicial     | Fi del mandat     | Nom                       |
| 1792             | 1796              | François Olibo            |
| 1796             | 1800              | Jean Poch                 |
| 1800             | 1802              | Joseph Gaspa              |
| 1802             | Juny del 1815     | Joseph Pujas              |
| Juny del 1815    | Agost del 1815    | François Vilar            |
| Agost del 1815   | Gener del 1816    | Joseph Pujas              |
| Gener del 1816   | Març del 1816     | Jacques Doutres (interim) |
| Abril del 1816   | 1827              | Joseph Malzach            |
| 1827             | 1830              | Hyacinthe Carboneill      |
| 1830             | 1831              | François Barate           |
| 1831             | 1831              | Jacques Montoriol         |
| 1831             | 1834              | Martin Fourcade           |
| 1834             | 1837              | Blaise Roger              |
| 1837             | 1840              | Jean Montoriol            |
| 1840             | 1841              | Hyacinthe Carboneill      |
| 1841             | 1846              | Jean Oursoul              |
| 1846             | 1848              | Paul Vilar                |
| 1848             | 1848              | Jean Chaubet              |
| 1848             | 1850              | Pierre Vilar              |
| 1850             | 1854              | Joseph Chaubet            |
| 1854             | 1854              | Paul Vilar                |
| 1854             | 1855              | Joseph Montoriol          |
| 1855             | 1857              | Louis Malzach             |
| 1857             | 1860              | Raymond Vassal            |
| 1860             | 1862              | Jacques Cisque            |
| 1862             | 1869              | Pierre Vilar              |
| 1869             | 1870              | Louis Malzach             |
| 1870             | 1871              | Théophile Vilar           |
| 1871             | 1874              | Martin Durand             |
| 1874             | 1876              | Joseph Malzach            |
| 1876             | 1876              | Théophile Vilar           |
| 1876             | 1879              | Joseph Molins             |
| 1879             | 1881              | Joseph Cantuern           |
| 1881             | 1882              | Jean Caurignac            |
| 1882             | 1882              | Hyacinthe Oursol          |
| 1882             | 1888              | Baptiste Pagès            |
| 1888             | 1893              | Théophile Vilar           |
| 1893             | 1904              | Pierre Vilar              |
| 1904             | 1910              | Michel Bosch              |
| 1910             | 1913              | Joseph Cantuern           |
| 1913             | 1928              | Louis Solé                |
| 1928             | 1941              | Joseph Carboneill         |
| 1941             | 1944              | Étienne Courp             |
| 1944             | 1959              | Louis Solé                |
| 1959             | 1965              | François Domenjo          |
| 1965             | 1983              | Fernand Soler             |
| 1983             | 1989              | Sébastien Martinez        |
| 1989             | 1995              | Pierre Romengas           |
| 1995             | 3.2008            | Maryse Armada             |
| Març del 2008    | Setembre del 2008 | Jean Pierre Bagate        |
| Octubre del 2008 | Moment actual     | Christian Nauté           |